# Jean Cardonnel

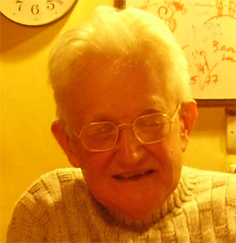
Jean Cardonnel

Jean Cardonnel (* 1921 in Figeac, Département Lot, Frankreich; † 4. Juli 2009) war ein französischer Theologe, Dominikaner und Aktivist.

## Leben
Jean Cardonnel studierte ab 1939 Philosophie und Literatur an der Universität Montpellier. 1940 trat er der Ordensgemeinschaft der Dominikaner bei, studierte Theologie und Philosophie und empfing 1947 die Priesterweihe. Von 1947 bis 1949 war er Professor für Fundamentaltheologie im Kloster St. Maximin, dem einzigen Novizenkloster in Südfrankreich. 1950 wechselte er in das Kloster Marseille und wurde 1951 dessen Superior. Er engagierte sich insbesondere für die Arbeiterpriester, obwohl sich die Kurie in Rom gegen die Bewegung stellte. Nach Abzug der Arbeiterpriester 1954 trat er aus dem Konvent in Marseille aus. Cardonnel war zunächst für die Zeitschrift Économie et humanisme tätig und trat nach kurzer Zeit als Studentenpfarrer in Paris in den Ordenskonvent in Montpellier bei. 1958 wurde er Professor in Rio de Janeiro und hatte erste Berührungspunkte mit der aufkommenden Befreiungstheologie in Brasilien. 1960 kehrte er nach Montpellier zurück und engagierte sich für die Dritte Welt, insbesondere für Lateinamerika. Er gründete 1960 das Centre Lacordaire, eine Begegnungsstätte für Laien und Priester. Mit Franziskanern engagierte er sich für die Zeitschrift Frères du monde, veröffentlichte zahlreiche Artikel und war in Konferenzen präsent. Während der Zeit der Studentenunruhen 1968 wurde er bekannt mit seiner Fastenpredigt Évangile et révolution und zog den Ärger der französischen Bischöfe auf sich. Seine Schrift Dieu est mort en Jésus-Christ veröffentlichte er ohne Erlaubnis seiner Bischöfe. Es entstand die „affaire Cardonnel“. Trotz erteiltem Redeverbot durch die Bischöfe kritisierte er immer wieder die katholische Kirche. 2002 wurde er letztlich aus dem Kloster Montpellier ausgeschlossen.

## Schriften
- Frères du monde. Socialisme & christianisme. Frères du monde, 1965.
- Gott in Zukunft. Aufforderung zu einer menschlichen Welt. Pfeiffer, München 1969.
- Brasilianische Predigten. Pfeiffer, München 1970.
- Gott ist Partei. Patmos, Düsseldorf 1971.
- La parole, ma seule arme. Nouvelles perspectives, 2003, ISBN 2-911368-04-5.